# 七福屋百货旧址
七福屋百货又名七星百货是一家曾位于中国沈阳的综合型百货商店，其旧址位于中国辽宁省沈阳市和平区中山路25号。2013年，七福屋百货旧址被列为第四批沈阳市文物保护单位，该建筑现作为药房、网吧、舞厅及快捷酒店使用。

## 历史
日俄战争后，大量日本企业进入沈阳投资。1906年11月，七福屋在奉天满铁附属地成立，主要经营针织百货、服装鞋帽、日用品、电器、高档进口用品等，是沈阳近代首家百货商店。七福屋百货所在的大厦五层也设有七福屋宾馆（日语：七福屋ホテル）:71,163。1940年，七福屋改为三中井百货店的分店。中华人民共和国成立后，大楼曾先后为工业展览馆、辽宁轻工商店所用。

## 建筑
七福屋百货现存旧址重新翻建于1934年，地下一层，地上五层，钢筋混凝土建筑，占地1080平方米。大楼外立面为欧式风格黄色瓷砖罩面。